# V Settore di Copertura Media Roja
Il V Settore di Copertura Media Roja è uno dei dieci settori in cui venne diviso il Vallo Alpino Occidentale, questo settore ricopre il fronte da Testa dell'Alpe al Monte Toraggio sino a Cima Marta, snodandosi lungo il confine tra Liguria e Francia, su un paesaggio prevalentemente boscoso, che alle due estremità del settore diventava roccioso e aspro.
Lo scopo di questo settore di copertura, era impedire infiltrazioni francesi provenienti dai sentieri che da Breglio, Saorgio e Fontan salivano sui colli e sulle creste che immettevano nel territorio italiano. I capisaldi erano presidiate dalle guarnigioni della Guardia alla Frontiera (G.a.F), un corpo militare apposito, utilizzato a difesa dei confini nazionali in sostituzione della Guardia di Finanza e della milizia confinaria.

Il settore era suddiviso nei sottosettori V/A Muratone e V/B Marta comprendendo 13 capisaldi per un totale di 53 opere, 2 batterie in caverna, 5 ricoveri per appostamenti allo scoperto, 15 ricoveri per truppe di contrattacco e 8 tra caserme e ricoveri di artiglieria.

## Profilo storico

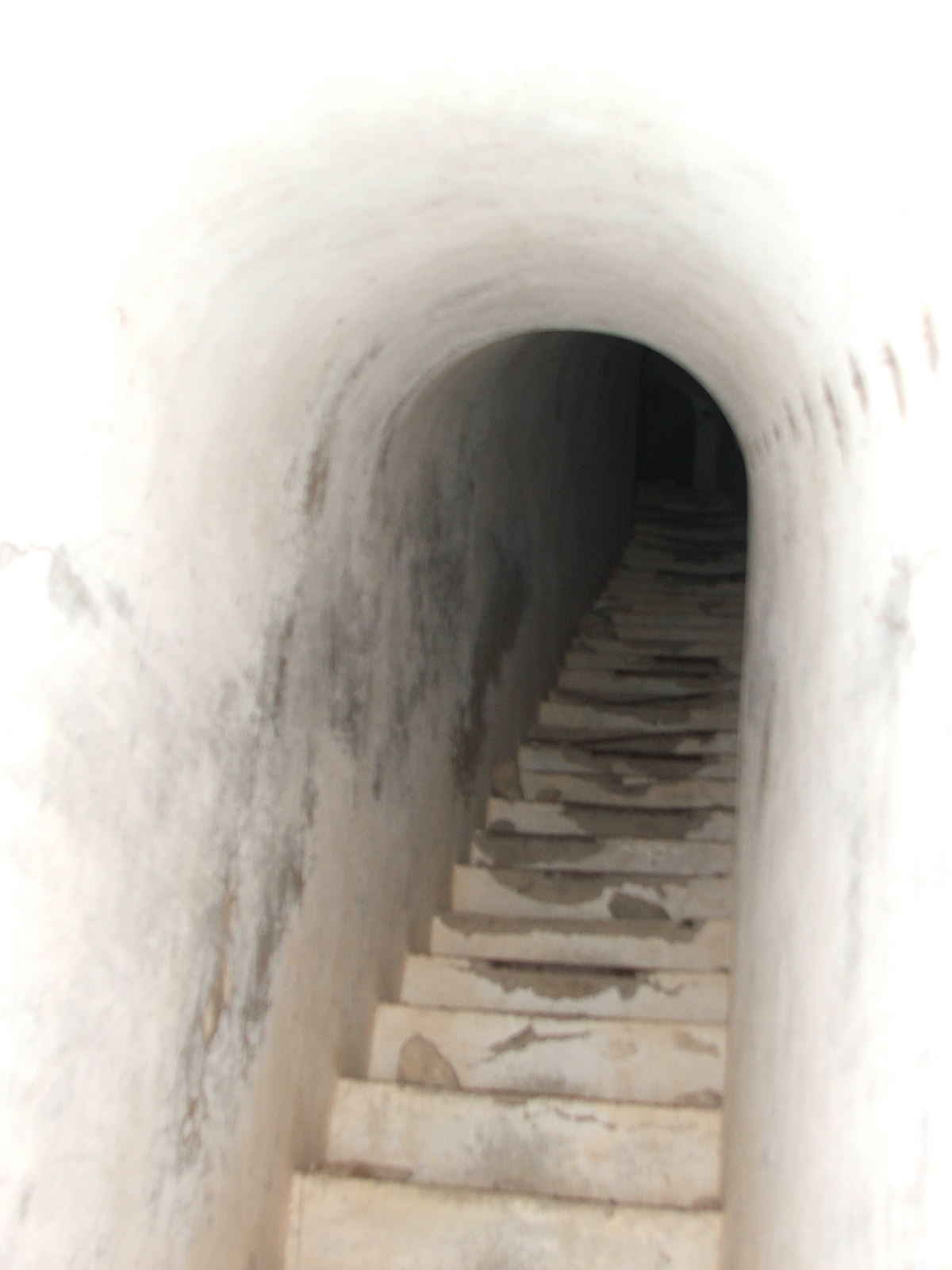
Galleria interna nel settore dei Becchi Rossi

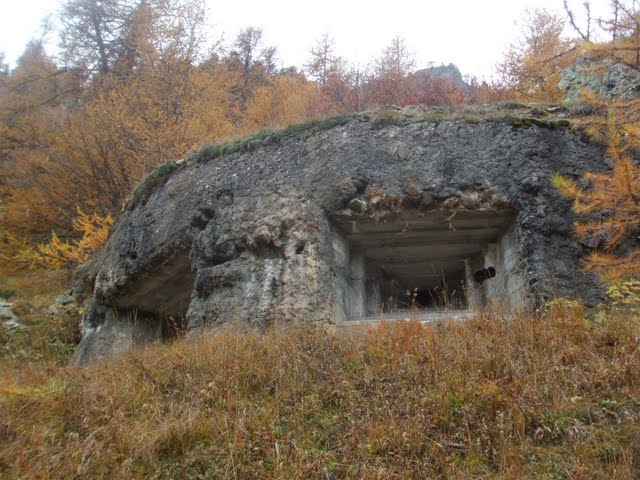
Casamatta ai Becchi Rossi

La costruzione del Vallo Alpino in Italia fu iniziata intorno al 1931 lungo tutta la frontiera terrestre, il maggior impegno fu indubitabilmente rivolto verso il confine con l'Austria e quello con la Francia.

I rapporti con la Francia durante gli anni trenta andavano deteriorarsi, e il confine italo-francese, già fortificato tra fine '800 e inizio '900, venne ulteriormente rinforzato e aggiornato agli standard militari moderni. Gli antichi forti in muratura e mattoni non erano più efficaci capisaldi difensivi, l'evoluzione tecnico-tattica nell'impiego delle artiglierie e della fanteria, e la crescita distruttiva degli stessi pezzi d'artiglieria fecero sì che sui crinali tra Liguria e Francia vennero costruite una lunga serie di moderne fortificazioni, tra cui la più imponente opera di tutto il Vallo Alpino, il Balcone di Marta, un vero e proprio balcone proteso verso la Val Roia.
Cima Marta fu il punto nevralgico di un settore, che si snodava su due linee parallele, la prima linea andava dal crinale di Testa dell'Alpe all'Arpetta, Monte Cimonasso, Monte Lega, Toraggio fino al Balcone di Marta, (dove il settore si saldava con il II Settore di Copertura Alta Roja); mentre la seconda linea, in posizione più arretrata, aveva il compito di fermare eventuali sfondamenti, e si snodava tra i boschi tra Testa dell'Alpe e Monte Lega, sbarrando i valloni dei Grugni e di Genseo e la cresta tra Monte Giardino e Scarassan.

Particolarità della seconda linea era lo sbarramento anticarro di Scarassan, composto da due muri di cemento e una serie di tombini, in cui all'occorrenza potevano essere inserite una serie di putrelle per impedire l'avanzata di carri nemici.

### Struttura
Tutti i maggiori colli che hanno un affaccio verso il confine francese, furono fortificati, ancora oggi troviamo capisaldi, opere e ardite strade militari in tutti i rilievi sopra Ventimiglia, a Monte Toraggio, Monte Lega e sui Becchi Rossi per esempio, troviamo ancora molte testimonianze di manufatti militari, come casematte e postazioni avanzate.

Ma il maggior complesso fortificato, come già detto, è quello del cosiddetto Balcone di Marta, un complesso che rimodernato negli anni trenta, andava a sostituire le precedenti fortificazioni di fine '800, andando a confermare, ad anni di distanza, la teoria secondo la quale una postazione di montagna mantiene inalterata la sua importanza strategica negli anni.

Il Balcone, controllava la Strada statale 20 del Colle di Tenda, la Val Roia e altri accessi alla frontiera, ed era inoltre, in grado di battere le postazioni francesi dell'Authion, dove nel 1940 era ancora in costruzione un'opera della Linea Maginot.
L'opera, fu ricavata all'interno del rilievo di Cima Marta, e lungo una galleria sotterranea principale, collega le estremità del rilievo, sbucando dall'altra parte del costone a controllo della Bassa di Giacque, quindi del territorio francese.

Il Complesso fortificato del Balcone di Marta appartenente al sottosettore V/B "Marta", è diviso in tre parti:
- Batteria in Caverna (605ª Batteria Sempre Pronta):

batteria in caverna circolare tipo 200, occupa la parte più elevata dell'opera, sotto la vetta, è costituita da due ingressi (uno riservato alla batteria, l'altro ai sottostanti centri di resistenza), locali logistici (gruppi elettrogeni, magazzini, latrine, infermeria), varie gallerie di collegamento, ricoveri per la guarnigione, riservette per le munizioni e osservatori per il tiro dell'artiglieria.
L'armamento era composto da 4 cannoni da 75/27 Mod. 1906 (in caverna), e controllavano la S.S. 20, ed essendo questa transitabile anche durante l'inverno, la batteria, era del tipo Sempre Pronta (S.P.) ossia in grado di operare a pochi minuti dall'ordine.
- Centro di Resistenza 35 bis:

ubicato a mezza costa, sul versante nord-ovest, era armato con due mitragliatrici Fiat Mod. 14/35 in altrettante casematte, che controllavano il sentiero della Bassa di Giacque, la selletta e i fianchi scoscesi del promontorio.
All'interno del centro, troviamo numerose gallerie di collegamento, con la galleria principale, i ricoveri, il deposito ecc.
- Centro di Resistenza 35:

la parte più bassa del complesso, armato con tre mitragliatrici Fiat Mod. 14/35, a controllo del sentiero sopracitato, e ai valichi di frontiera; i locali di questo centro, erano adibiti soprattutto a deposito munizioni, viveri e acqua.
Gli altri centri di resistenza del sottosettore V/B, sono:
- Centro Rionard:

una piccola opera mista in calcestruzzo e caverna che fa parte della linea di raddoppio del I Sistema Difensivo, situato sul lato sinistro della strada militare Caserme di Marta - Batteria del Barcone, nel vallone che separa la Cima di Marta dal Balcone di Marta, composto da un malloppo d'ingresso, originariamente equipaggiato con porta garitta, da un malloppo binato per due mitragliatrici Fiat mod. 14/32 e da un ricovero in caverna.
- Centro 36:

situato a sud-est del Balcone di Marta a quota 2.000 m, armato con 3 mitragliatrici in casamatta tipo 200.
- Centro Claudio:

centro di resistenza armato come il precedente.
- Ricovero P:

ricovero per le truppe, capace di 60 posti, situato sotto i baraccamenti di Marta, attualmente inaccessibili.
La Batteria di Monte Lega è l'altro punto nevralgico del settore Media Roja, facente parte del complesso fortificato V/a "Muratone" (6° Caposaldo), nota come 604ª Batteria Sempre Pronta, costruita tra il 1932-1935, ubicata sulla vetta dell'omonimo monte all'estremità nord del sottosettore, e ricade nella tipologia costruttiva Tipo 200.

La batteria era armata con quattro cannoni da 75/27 Mod. 1906, due Fiat Mod. 14/35 e due fucili mitragliatori.

I cannoni controllavano tutta la dorsale del Passo del Muratone all'Arpetta, a protezione delle postazioni della fanteria (centri di resistenza) e a sbarramento dei vari colli, anche con l'aiuto del tiro incrociato delle mitragliatrici. Il complesso è formato da due ingressi principali difesi all'entrata da altrettante armi automatiche, e da un complesso sistema di gallerie di collegamento con i vari locali in caverna, e con le postazioni d'artiglieria. Queste postazioni misurano 2x4 m, chiuse anteriormente da una spessa lastra metallica che difendeva la postazione, che anche se in caverna, fuoriuscivano dalla parete rocciosa per un grosso spessore di calcestruzzo. Al contrario della Batteria di Marta, quella di Monte Lega non partecipò alla Battaglia delle Alpi, in quanto il suo scopo difensivo faceva sì che il suo tiro fosse interamente in territorio italiano.
Sulla vetta del Monte Lega si trova, non collegato direttamente alla batteria, l'osservatorio costruito nel 1935 per dirigere il tiro delle artiglierie in caverna, come pure quelle allo scoperto; da questo punto di osservazione è possibile spaziare lungo tutto il fronte, dal Monte Toraggio fino all'Arpetta, su tutta la Media Roja e su vette lontane come Rocca dell'Abisso, il Massiccio dell'Authion, Cima del Diavolo, Monte Bego.

### Elenco delle strutture

#### Sottosettore V/a Muratone[4]
Sede Comando: Pigna
- 1° Caposaldo Testa d'Alpe (Testa d'Alpe-Monte Giardino-Monte Lega):

Centro di fuoco 162
Centro di fuoco 163
Centro di fuoco 164
Caserme di Testa d'Alpe
- 2° Caposaldo Arpetta (I Sistema Difensivo):

Centro di Resistenza 13
Centro di Resistenza 14
Opera Punta Comune (P.C.)
Centro di Resistenza 15
Opera 16
Caserma
Ricovero in caverna (60 uomini truppe di contrattacco "M")
- 3° Caposaldo Scafa di Gion (I Sistema Difensivo):

Centro di Resistenza 11
Centro di Resistenza 12
Centro di Resistenza 12 bis
Opera 14 bis
Ricovero in caverna (60 uomini truppe di contrattacco "I")
Ricovero in caverna (60 uomini truppe di contrattacco "L")
Ricovero in caverna (60 uomini truppe di contrattacco "M")
Ricovero in caverna (60 uomini truppe di contrattacco "13p")
Caserma Scafa di Gion
- 4° Caposaldo Pegairole (I Sistema Difensivo):

Centro di Resistenza 9
Centro di Resistenza 10
Centro di Resistenza 10 bis
Opera di Complemento H
Ricovero in caverna per appostamenti allo scoperto
Ricovero in caverna (60 uomini truppe di contrattacco "H")
Caserma Colle Pegairole
- 5° Caposaldo Battolino (I Sistema Difensivo):

Centro di Resistenza 7
Centro di Resistenza 8-8 bis
Centro di Resistenza 9 bis
Ricovero in caverna (60 uomini truppe di contrattacco "F")
Ricovero in caverna (60 uomini truppe di contrattacco "G")
- 6° Caposaldo Muratone (I Sistema Difensivo):

Centro di Resistenza 4
Centro di Resistenza 5
Centro di Resistenza 5 bis
Centro di Resistenza 6
Centro di Resistenza 7
Opera di Complemento D
Blocco per fotoelettrica
Ricovero in caverna (60 uomini truppe di contrattacco "C")
Ricovero in caverna (60 uomini truppe di contrattacco "D")
Ricovero in caverna (60 uomini truppe di contrattacco "D")
Ricovero in caverna (60 uomini truppe di contrattacco "E")
Batteria di Monte Lega (604ª Batteria S.P.)
Osservatorio Monte Lega
Caserma Colle Scarassan
Caserna Passo Muratone
- 7° Caposaldo Monte Bauso (I Sistema Difensivo):

Ricovero in caverna per appostamenti allo scoperto 2
Ricovero in caverna per appostamenti allo scoperto 3
Ricovero in caverna (60 uomini truppe di contrattacco "B")
- 8° Caposaldo Campogerao (Bretella Testa d'Alpe-Monte Giardino-Monte Lega):

Centro di fuoco 158
Centro di fuoco 161
- 9° Caposaldo Gola di Gaouta (Bretella Testa d'Alpe-Monte Giardino-Monte Lega):

Centro di fuoco 151
Centro di fuoco IX
Centro di fuoco X
Centro di fuoco 155
Centro di fuoco 156
Centro di fuoco Q
Centro di fuoco R
- 10° Caposaldo Genseo (Bretella Testa d'Alpe-Monte Giardino-Monte Lega):

Centro di fuoco I
Centro di fuoco III
Centro di fuoco V
Centro di fuoco VI
Centro di fuoco VII
Centro di fuoco VIII

#### Sottosettore V/b Marta[4]
Sede Comando: Molini di Triora
- 11° Caposaldo Pietravecchia

Centro 39
Centro 40
Ricovero 40 bis
Ricovero 1
Ricovero A
- 12° Caposaldo Monte Ceriana

Centro 37
Centro 38
Opera 38 bis - Blocco A
Opera 38 bis - Blocco B
Opera 38 bis - Blocco C
Opera 39 bis
Ricovero Q
- 13° Caposaldo Marta

Batteria del Barcone (605ª Batteria Sempre Pronta)
Centro 35
Centro 35 bis
Centro 36
Centro Rionard
Centro Claudio
Ricovero P
Caserme di Marta

## Come raggiungere le opere
Balcone di Marta:

Uscita autostradale A10 di Arma di Taggia, raggiunta l'Aurelia, si prosegue verso Taggia, poi seguire verso località Molini di Triora, e da lì poco prima dell'abitato, parte la strada militare Molini di Triora-Colle Langan-Colle Melosa per raggiungere i baraccamenti del Balcone di Marta.
Batteria Monte Lega:

Seguire la Strada Provinciale della val Nervia, superando l'abitato di Isolabona, e dopo 7 km dopo località Pigna, a sinistra la strada militare Pigna-Gola di Gouta (14 km), per giungere al pianoro del Colle Scarassan, dove si lascia l'automobile per continuare a piedi verso Monte Toraggio, e dopo 1 km a sinistra inizia la diramazione verso la 604ª batteria S.P. e in breve all'opera in vetta.